# Markaz ‘Unaybah
Markaz ‘Unaybah är en region i Egypten.   Den ligger i guvernementet Assuan, i den sydöstra delen av landet, 800 km söder om huvudstaden Kairo.